# 1968年夏季残疾人奥林匹克运动会南非代表团
1968年夏季残疾人奥林匹克运动会南非代表团是南非派出的1968年夏季残疾人奥林匹克运动会代表团。获得9枚金牌、10枚银牌和7枚铜牌。